# 主教座堂广场 (莫斯科)
主教座堂广场（俄语：Соборная площадь）是俄羅斯莫斯科克里姆林宫的中心广场。

## 历史
主教座堂广场得名于面向它的三座主教座堂－圣母安息主教座堂、天使长主教座堂和圣母领报主教座堂。此外，多棱宫、圣母法衣存放教堂和十二使徒教堂也位于此处。广场上最高的建筑（以前全俄罗斯最高建筑）是伊凡大帝钟楼，它分开了主教座堂广场和伊万诺沃广场。
主教座堂广场曾是所有的俄罗斯沙皇、宗主教和莫斯科大公举行加冕和葬礼游行的地点，今天俄罗斯总统的就职仪式仍在此举行。
主教座堂广场上，在21世纪恢复了每天骑兵换岗仪式的传统。偶尔，在古老的教堂内也会表演歌剧（如《鲍里斯·戈杜诺夫》）。